# Reinhard von Moirke der Jüngere
Reinhard von Moirke (* 14. Jahrhundert; † 1. September 1412 in Aachen) war Schöffe und Bürgermeister der Reichsstadt Aachen.

## Leben und Wirken
Der Sohn des Reinhard von Moirke, den Älteren machte zunächst auf sich aufmerksam, als er zusammen mit den Aachener Schöffen Konrad und Johann von Pont, Arnold Volmer sowie Heinrich und Johann Bertolf im Jahr 1385 im Rahmen eines Einsatzes des Landfriedensbündnisses Maas-Rhein zu den Belagerern der Burg Reifferscheid gehörte. Das Bündnis warf Johann V. von Reifferscheid zahlreiche Raubzüge in der näheren und weiteren Umgebung und Bruch des Landfriedens vor. Die Belagerung selbst blieb anfangs erfolglos und die Allianztruppen rückten nach drei Monaten unverrichteter Dinge wieder ab. Dennoch konnte man Johann V. von Reifferscheid zu einem achtjährigen Friedensvertrag verpflichten.
Vier Jahre später wurde von Moirke im Jahr 1389 erstmals zum Bürger-Bürgermeister der Freien Reichsstadt Aachen gewählt. Nachdem er dann im Jahr 1391 in das Schöffenkollegium aufgenommen worden war, bekleidete er in den Jahren 1392, 1396, 1400, 1408 und 1412 erneut das höchste Amt der Stadt, diesmal als Schöffen-Bürgermeister. Seine letzte Amtszeit konnte Moirke nicht zu Ende bringen, da er am 1. September 1412 verstarb. Das Amt übernahm daraufhin für den Rest der Wahlperiode einer der so genannten abgestandenen Bürgermeister.
Reinhard von Moirke war verheiratet mit Belge Volmer, eine Schwester des Bürgermeisters Arnold Volmer.